# Southern Midlands
Southern Midlands är en kommun i Australien. Den ligger i delstaten Tasmanien, i den sydöstra delen av landet, omkring 52 kilometer norr om delstatshuvudstaden Hobart. Antalet invånare var 6 043 vid folkräkningen 2016.
Följande samhällen finns i Southern Midlands:
- Bagdad
- Mangalore
- Oatlands
- Campania
- Dysart
- Kempton
- Colebrook
- Woodsdale
- Tunnack
- Tunbridge
- Pawtella
- Parattah